# 小行星4048
小行星4048（英語：4048 Samwestfall）是一颗围绕太阳公转的小行星。1964年10月30日，印第安纳大学在摩根县发现了此天体。
这颗小行星的绝对星等为22.17673903721298等。